# Emile Smith-Rowe
Emile Smith-Rowe, né le 28 juillet 2000 à Croydon en Angleterre, est un footballeur international anglais qui évolue au poste de milieu de terrain au Fulham FC.

## Biographie

### En club

#### Arsenal
Emile Smith Rowe rejoint Hale End, l'académie d'Arsenal, en 2010 à l'âge de 10 ans. Il gravit les échelons et dispute son premier match avec les moins de 23 ans le 19 septembre 2016, à seulement 16 ans. Il signe son premier contrat professionnel avec le club le 31 juillet 2017. Lors de la saison 2017-2018, il remporte le championnat des réserves, la Premier League 2. Il est également finaliste de la FA Youth Cup avec les moins de 18 ans, qui s'inclinent face à Chelsea. Le 22 juillet Smith-Rowe prolonge son contrat à Arsenal jusqu'en 2026 et récupère le numéro 10.

#### Saison 2018-2019
Il est appelé par Unai Emery pour disputer la tournée de pré-saison de l'équipe première à Singapour en juillet 2018. Le 31 juillet, un an jour pour jour après la signature de son premier contrat professionnel, Smith-Rowe prolonge à long terme avec Arsenal.
Le 20 septembre, il remplace Alex Iwobi à la 70e minute du match face à Vorskla Poltava en Ligue Europa pour disputer son premier match officiel avec Arsenal. Il devient au passage le premier joueur né en 2000 à porter le maillot des Gunners en professionnel. Il fête sa première titularisation le 26 septembre face à Brentford en Carabao Cup (victoire 3-1). Le 4 octobre, il inscrit son premier but face au Qarabağ FK en Ligue Europa (victoire 3-0), il devient le plus jeune joueur à marquer son premier but pour le club depuis Alex Oxlade-Chamberlain en 2011. Le 31 octobre, il est de nouveau titulaire puis buteur lors du quatrième tour de Carabao Cup face à Blackpool (victoire 2-1). Le 29 novembre, il inscrit son troisième but de la saison face à Vorskla Poltava (victoire 3-0).

#### Prêt à Leipzig
Le 31 janvier 2019, Smith-Rowe est prêté au RB Leipzig jusqu'à la fin de la saison. Blessé à l'aine depuis décembre, il ne récupère pas totalement et doit attendre le 13 avril pour disputer son premier match avec le club allemand, en entrant en jeu face à Wolfsburg. Au total, il ne joue que trois matches pour Leipzig, pour un total de 28 minutes. Ce qui n'empêche pas les Allemands de vouloir le recruter pour la saison suivante, ce qu'Arsenal refuse.

#### Saison 2019-2020
Au début de saison, Emile Smith-Rowe est promu en équipe première et se voit attribuer le n°32. Il débute cependant avec les moins de 23 ans et dispute son premier match de la saison avec les A sur la pelouse de Francfort le 19 septembre (victoire 3-0). Le 24 septembre, il est titulaire face à Nottingham Forest en Carabao Cup, mais victime d'un choc, il souffre d'une commotion cérébrale et doit céder sa place juste avant la mi-temps.
Le 15 décembre, il remplace Mesut Özil à l'heure de jeu face à Manchester City pour disputer son premier match en Premier League (défaite 3-0). Le 21 décembre, Freddie Ljungberg le titularise sur la pelouse d'Everton, où il joue 66 minutes (match nul 0-0).

#### Prêt à Huddersfield
Le 10 janvier 2020, il est prêté à Huddersfield Town jusqu'à la fin de la saison. Il dispute 19 rencontres avec les Terriers dont 13 comme titulaire, pour 2 buts et 3 passes décisives, et participe grandement au maintien en Championship.

#### Saison 2020-2021
Le club décide de ne pas l'envoyer en prêt pour cette nouvelle saison, malgré l'intérêt de plusieurs clubs. Mikel Arteta veut en faire un membre important de son effectif. Il se blesse à l'épaule droite à l'entraînement, ce qui le laisse de nouveau indisponible. Il est performant à son retour en Ligue Europa (1 but et 2 passes décisives en 3 matches), mais ne joue pas en championnat, malgré le très mauvais début de saison de l'équipe. À la surprise générale, il est titulaire face à Chelsea pour la 15e journée de Premier League, au poste de n°10 dans le 4-2-3-1. Auteur d'une très grande prestation, avec une passe décisive sur le troisième but de Bukayo Saka, il permet à Arsenal de mettre fin à 7 matches sans succès en championnat.

#### Saison 2021-2022
Lors de cette saison, Smith Rowe se voit offrir un nouveau contrat et obtient également le légendaire numéro 10. Il est titulaire lors des trois premiers matches de la saison des Gunners, un début de saison raté de la part d'Arsenal qui perd ses trois premiers matchs, notamment face au promu Brentford et en marquant aucun but. Avec l'arrivée de Martin Ødegaard, tous les spécialistes s'attendaient à ce que Smith-Rowe aille s'asseoir sur le banc, mais son coach Mikel Arteta va surprendre plus d'un en alignant Odegaard en numéro 10 et Smith Rowe sur le côté gauche de l'attaque d'Arsenal, un poste auquel il n'a jamais joué. Lors du North London derby face à Tottenham, Smith-Rowe va briller dans son nouveau poste en ouvrant le score à la 12e minute, servi par l'autre « Baby Gunner » Bukayo Saka et une dizaine de minutes plus tard, il va servir son capitaine Pierre-Emerick Aubameyang pour doubler la mise. Les Gunners s'imposeront 3 buts à 1 et lanceront enfin leur saison. Depuis ce match, Smith-Rowe a gardé une forme exceptionnelle en enchaînant 3 buts lors de 3 matches consécutifs face à Aston Villa, Leicester et Watford. Le 9 novembre 2021, il reçoit sa première convocation en sélection A pour remplacer Marcus Rashford, blessé.

### En équipe nationale
Smith-Rowe participe au championnat d'Europe des moins de 17 ans en 2017 avec l'équipe d'Angleterre. Il joue trois matchs et délivre une passe décisive lors de ce tournoi. L'Angleterre atteint la finale, en étant battue par l'Espagne à l'issue de la séance de tirs au but.
Il dispute ensuite la Coupe du monde des moins de 17 ans durant laquelle il prend part à trois matchs. Il marque un but contre l'Irak en phase de poules et les Anglais battent l'Espagne en finale.

## Style de jeu
Smith-Rowe a la particularité de pouvoir évoluer aux postes de milieu gauche, central et droit. Il présentait déjà cet avantage dans les équipes de jeunes d'Arsenal. Ses  performances avait amené le coach d'Arsenal Mikel Arteta à le placer au poste de numéro 10 aux côtés du Norvégien Martin Ødegaard. depuis transféré à Fulham, il évolue généralement en numéro 10 ou sur le côté gauche aux côté de Andreas Pereira.

## Statistiques
| Saison                | Club                     | Championnat           | Championnat | Championnat | Championnat | Coupe nationale | Coupe nationale | Coupe nationale | Coupe de la Ligue | Coupe de la Ligue | Coupe de la Ligue | Supercoupe | Supercoupe | Supercoupe | Compétition(s) continentale(s) | Compétition(s) continentale(s) | Compétition(s) continentale(s) | Compétition(s) continentale(s) | Total | Total | Total |
| Saison                | Club                     | Division              | M.          | B.          | P.d.        | M.              | B.              | P.d.            | M.                | B.                | P.d.              | M.         | B.         | P.d.       | Comp.                          | M.                             | B.                             | P.d.                           | M.    | B.    | P.d.  |
| 2018-2019             | Arsenal FC               | Premier League        | -           | -           | -           | -               | -               | -               | 2                 | 1                 | 0                 | -          | -          | -          | C3                             | 4                              | 2                              | 0                              | 6     | 3     | 0     |
| 2019-2020             | Arsenal FC               | Premier League        | 2           | 0           | 0           | -               | -               | -               | 1                 | 0                 | 0                 | -          | -          | -          | C3                             | 3                              | 0                              | 0                              | 6     | 0     | 0     |
| 2020-2021             | Arsenal FC               | Premier League        | 20          | 2           | 4           | 1               | 1               | 0               | 1                 | 0                 | 0                 | -          | -          | -          | C3                             | 11                             | 1                              | 3                              | 33    | 4     | 7     |
| 2021-2022             | Arsenal FC               | Premier League        | 33          | 10          | 2           | -               | -               | -               | 4                 | 1                 | 0                 | -          | -          | -          | -                              | -                              | -                              | -                              | 37    | 11    | 2     |
| 2022-2023             | Arsenal FC               | Premier League        | 12          | 0           | 2           | 1               | 0               | 0               | -                 | -                 | -                 | -          | -          | -          | C3                             | 1                              | 0                              | 0                              | 14    | 0     | 2     |
| 2023-2024             | Arsenal FC               | Premier League        | 13          | 0           | 1           | 1               | 0               | 0               | 1                 | 0                 | -                 | 1          | 0          | 0          | C1                             | 3                              | 0                              | 0                              | 19    | 0     | 1     |
| Sous-total            | Sous-total               | Sous-total            | 80          | 12          | 9           | 3               | 1               | 0               | 9                 | 2                 | 0                 | 1          | 0          | 0          | -                              | 22                             | 3                              | 3                              | 115   | 18    | 12    |
| 2018-2019             | RB Leipzig (prêt)        | Bundesliga            | 3           | 0           | 0           | -               | -               | -               | -                 | -                 | -                 | -          | -          | -          | -                              | -                              | -                              | -                              | 3     | 0     | 0     |
| 2019-2020             | Huddersfield Town (prêt) | Championship          | 19          | 2           | 2           | -               | -               | -               | -                 | -                 | -                 | -          | -          | -          | -                              | -                              | -                              | -                              | 19    | 2     | 2     |
| Sous-total            | Sous-total               | Sous-total            | 22          | 2           | 2           | -               | -               | -               | -                 | -                 | -                 | -          | -          | -          | -                              | -                              | -                              | -                              | 22    | 2     | 2     |
| 2024-2025             | Fulham FC                | Premier League        | 34          | 6           | 3           | 4               | 0               | 0               | 2                 | 0                 | 0                 | -          | -          | -          | -                              | -                              | -                              | -                              | 40    | 6     | 3     |
| Sous-total            | Sous-total               | Sous-total            | 34          | 6           | 3           | 4               | 0               | 0               | 2                 | 0                 | 0                 | -          | -          | -          | -                              | -                              | -                              | -                              | 40    | 6     | 3     |
| Total sur la carrière | Total sur la carrière    | Total sur la carrière | 136         | 20          | 14          | 7               | 1               | 0               | 11                | 2                 | 0                 | 1          | 0          | 0          | -                              | 22                             | 3                              | 3                              | 177   | 26    | 17    |

## Palmarès

### En club
- Arsenal FC
  - Vainqueur du Community Shield en 2023.
  - Vice-champion d'Angleterre en 2024.

### En sélection nationale
- Angleterre espoirs
  - Vainqueur du Championnat d'Europe en 2023.

- Angleterre -17 ans
  - Vainqueur de la Coupe du monde en 2017.
  - Finaliste du Championnat d'Europe en 2017.